# Montée de Choulans
La montée de Choulans est une voie de circulation publique située dans le 5e arrondissement de Lyon, en France. Elle est la principale voie d’accès à la colline de Fourvière depuis le bord de la Saône. Comme son nom l'indique, c'est une rue en forte pente avec une altitude de départ à 170 m et une arrivée à 260 m, elle compte un dénivelé de 90 mètres, ce qui correspond à une pente de 5,4 %.

## Dénomination
La montée a été nommée d’après une fontaine qui était située dans ce quartier (« Au milieu du chemin montant à Saint-Irénée ») dès 1540 au plus tard. Cette appellation elle-même est sujette à plusieurs étymologies divergentes :
- « Il y a une fontaine que les antiques documents nomment silva fons ou Siloë, du nom de celle qui est en Palestine, au pied du mont de Sion. Et de Sion on serait passé à Siolans. »[2]
- « La fontaine de Cholan sur laquelle Paradin a fait des conjectures assez mal fondées quand il la nomme Fons siloë, et veut que ce soient les Juifs qui lui ayent donné ce nom, se doit plutôt attribuer à Silanus... » [3],[4].

## Histoire

### Préhistoire
Le squelette d'un mammouth a été trouvé montée de Choulans en 1859 ; il est désormais exposé au musée des Confluences.

### Antiquité
Le quartier, faisant partie du Lugdunum antique, était très densément occupé à l’époque gallo-romaine. En témoignent les nombreux mausolées datant du Ier siècle après Jésus-Christ, répartis le long de la voie d’Aquitaine (qui était la sortie ouest de la cité antique), et exhumés lors des travaux d’aménagement de la ligne de chemin de fer de Vaugneray en 1885 et 1886.
Cinq de ces stèles sont installées sur la place Choulans (devenue place Wernert) : celui de Julia, celui de Quintus Valerius, celui de Julius Severianus, celui de Satrius, enfin le plus important, le tombeau de Turpio, Seviri augustales, qui lui avait été offert par ses cinq affranchis, avec l’inscritpion suivante :
« Q. Calvio, Quinti liberto, Palatina, Turpioni, seviro, Regillus, Chresimus, Murranus, Donatus, Chrestus, libertei, ex testamento »
Une autre stèle est dédiée (en grec) à la mémoire d’Euteknios, commerçant syrien mort à Lyon.
Des travaux en décembre 1967 découvrent une mosaïque à motif géométrique très mutilée, qui est aussitôt prélevée.
Au bas de la rue, le long des quais, est située la basilique funéraire Saint-Laurent de Choulans. Le site est particulièrement contraint et peu mis en valeur puisque les ruines sont situées sous un immeuble de bureaux situé juste au nord de la rue et sous la bretelle d'autoroute qui permet de rejoindre le tunnel de Fourvière.

### Moyen Âge et Renaissance
La montée de Choulans n’existait pas au Moyen Âge. La principale voie d’accès à la colline était la montée Saint-Barthélémy, puis, à partir des guerres de religion, la montée du Chemin-Neuf. À la place de l’actuelle montée de Choulans se situaient les montées des Génovéfains et des Tourelles.

Domaine des Tournelles ou château de Choulans

Le château de Choulans fut construit au XVIe siècle et appartint longtemps à la famille de Vauzelles. Il est encore visible au no 60 et abrite désormais le club restaurant La cour des grands.
L’hôpital de la Quarantaine s'élevait en bord de Saône, du côté de l'église Saint-Georges de 1434 à 1856 (date à laquelle il a été remplacé, notamment par l'hôpital de l'Antiquaille). Comme son nom l’indique, il était spécialisé dans les cas de peste, qui nécessitaient un isolement extra-muros.

### XIXeetXXesiècles
La montée de Choulans (pour la partie en lacets, du moins) a été ouverte en 1858 ; elle remplaçait la montée du Petit Choulan.
En 1881, le jeune Lucien Bégule obtint de ses parents l'autorisation de créer son propre atelier au fond de la propriété familiale ; auparavant, il utilisait un atelier situé montée du Chemin-Neuf,.
La villa Albert Weitz, de style Art déco, a été construite en 1923 par l'architecte lyonnais Michel Roux-Spitz et abrite aujourd'hui l'Institut Cervantes de Lyon.
Pendant la Seconde Guerre mondiale, Francine Chollet et Stanislas Fumet, habitant la montée, respectivement aux numéros 118 et 150, furent résistants. Une plaque a été posée sur la maison de Francine Chollet.

## Morphologie
La partie basse de cette voie, à 2×2 voies, forme des lacets serrés dans la zone de plus forte pente, au-dessus de l'entrée sud-est du tunnel de Fourvière et du pont Kitchener. Cette partie de la rue est très prisée des utilisateurs de rollers, qui enchaînent ses huit épingles à cheveux.
L'autoroute A6 passe entre la voie descendante et la voie montante ; une bretelle permet de la rejoindre depuis les quais (en passant à l’intérieur de la structure d'un immeuble de bureaux), une autre de la quitter pour accéder à ces derniers. La montée de Choulans enserre également les quatre cheminées d’aération du tunnel.
La partie haute (au-dessus de l'intersection avec l'avenue Debrousse), quant à elle, est une ligne presque droite traversant le col de Trion situé entre les deux points culminants de la colline de Fourvière (la Sarra et Sainte-Foy).

## Transports
Les premiers trolleybus lyonnais ont été mis en service pour franchir la montée de Choulans. En 1936, ils partaient alors de Bellecour, le 29 se dirigeait vers Sainte-Foy, le 30 vers Francheville. Ils ont été remplacés respectivement par le C19 et le C20, et depuis d'autres bus empruntent la montée, tels que les 46, 49 et 55.